# Rúben Vezo
 (juin 2014).
Si vous disposez d'ouvrages ou d'articles de référence ou si vous connaissez des sites web de qualité traitant du thème abordé ici, merci de compléter l'article en donnant les références utiles à sa vérifiabilité et en les liant à la section « Notes et références ».
Rúben Miguel Nunes Vezo, plus connu sous le nom de Rúben Vezo, est un joueur de football portugais né le 25 avril 1994 à Setúbal. Il évolue au poste de défenseur central à Eyüpspor, en prêt de l'Olympiakós.

## Biographie
Après avoir disputé quinze matchs avec le Vitória Setúbal, Rúben Vezo est transféré en Espagne au club de Valence CF, en janvier 2014, pour un montant de 1,6 million d'euros. Il dispute sa première rencontre le 8 février 2014 face au Bétis Séville en remplaçant Philippe Senderos à la 82e minute.

## Palmarès
En club
- FC Valence
  - Vainqueur de l'Emirates Cup 2014
  - Vainqueur du Trophée Naranja 2014

### En club
Valence CF
- Vainqueur de la Coupe d'Espagne en  2019

## Statistiques détaillées
| Saison                | Club                  | Championnat           | Championnat | Championnat | Coupe nationale | Coupe nationale | Coupe de la Ligue | Coupe de la Ligue | Compétition(s) continentale(s) | Compétition(s) continentale(s) | Compétition(s) continentale(s) | Portugal | Portugal | Total | Total |
| Saison                | Club                  | Division              | M.          | B.          | M.              | B.              | M.                | B.                | Comp.                          | M.                             | B.                             | M.       | B.       | M.    | B.    |
| 2013-2014             | Vitória Setúbal       | Primeira Liga         | 12          | 0           | 1               | 0               | 2                 | 1                 | -                              | -                              | -                              | -        | -        | 15    | 1     |
| Sous-total            | Sous-total            | Sous-total            | 12          | 0           | 1               | 0               | 2                 | 1                 | -                              | -                              | -                              | 0        | 0        | 15    | 1     |
| 2013-2014             | Valence CF            | Liga                  | 8           | 1           | 0               | 0               | -                 | -                 | C3                             | -                              | -                              | -        | -        | 8     | 1     |
| 2014-2015             | Valence CF            | Liga                  | 7           | 0           | 3               | 0               | -                 | -                 | -                              | -                              | -                              | -        | -        | 10    | 0     |
| 2015-2016             | Valence CF            | Liga                  | 13          | 0           | 6               | 0               | -                 | -                 | C1+C3                          | 3+2                            | 0+1                            | -        | -        | 24    | 1     |
| Sous-total            | Sous-total            | Sous-total            | 28          | 1           | 9               | 0               | 0                 | 0                 | -                              | 5                              | 1                              | -        | -        | 42    | 2     |
| Total sur la carrière | Total sur la carrière | Total sur la carrière | 40          | 1           | 10              | 0               | 2                 | 1                 | -                              | 5                              | 1                              | 0        | 0        | 57    | 3     |